# Saint-Antonin-Noble-Val
Saint-Antonin-Noble-Val is een gemeente in het Franse departement Tarn-et-Garonne (regio Occitanie) en telt 1881 inwoners (1999). De plaats maakt deel uit van het arrondissement Montauban.
De plaats ontstond aan de samenvloeiing van de Bonnette en de Aveyron en kreeg belang in de 12e eeuw door zijn houten brug over de Aveyron, de enige oeververbinding tussen Moissac en Villefranche-de-Rouergue. In de 13e en 14e eeuw ontstonden leerlooierijen die bijdroegen aan de welvaart.

## Geografie
De oppervlakte van Saint-Antonin-Noble-Val bedraagt 103,7 km², de bevolkingsdichtheid is 18,1 inwoners per km².
De onderstaande kaart toont de ligging van Saint-Antonin-Noble-Val met de belangrijkste infrastructuur en aangrenzende gemeenten.

## Demografie
Onderstaande figuur toont het verloop van het inwonertal (bron: INSEE-tellingen).